# Komolac
Komolac – wieś w Chorwacji, w żupanii dubrownicko-neretwiańskiej, w mieście Dubrownik. W 2011 roku liczyła 320 mieszkańców.